# Státní znak Albánie
Státní znak Albánie je tvořen černým dvouhlavým orlem na červeném zlatě orámovaném štítu. Nad orlem je Skanderbegova přilba ve zlaté barvě, která byla na znak přidána v roce 1998.

## Historie
Albánský znak je v nynější podobě používán od roku 1998.
|  | Znak Albánského knížectví za knížete Viléma Wieda (1914–1925) |
|  | Znak Albánského království se Skanderbegovou přilbou za krále Zoga I. (1928–1939) |
|  | Znak Albánského království v personální unii s fašistickou Itálií (1939–1943) |
|  | Za socialismu byl na znaku černý orel, který byl orámován obilnými klasy, které znázorňovaly albánské zemědělství. Nad orlem byla rudá hvězda. Klasy byly překryty rudou stužkou se zlatým nápisem 24. MAI 1944, což je datum komunistického převratu v Albánii. |
|  | Nařízením ze dne 22. května 1993 se státním znakem stal černý orel na červeném štítu. |
|  | V roce 1998 byla nad orla přidána zlatá Skanderbegova přilba. |

## Další použití znaku
Stejný orel jako na znaku a barva pozadí znaku je užita i na albánské státní vlajce, námořní válečne vlajce i na vlajce prezidentské.

Albánská vlajka Poměr stran: 5:7
Albánská námořní válečná vlajka Poměr stran: 2:3
Vlajka albánského prezidenta Poměr stran: ~1:1